# Kleinbodungen

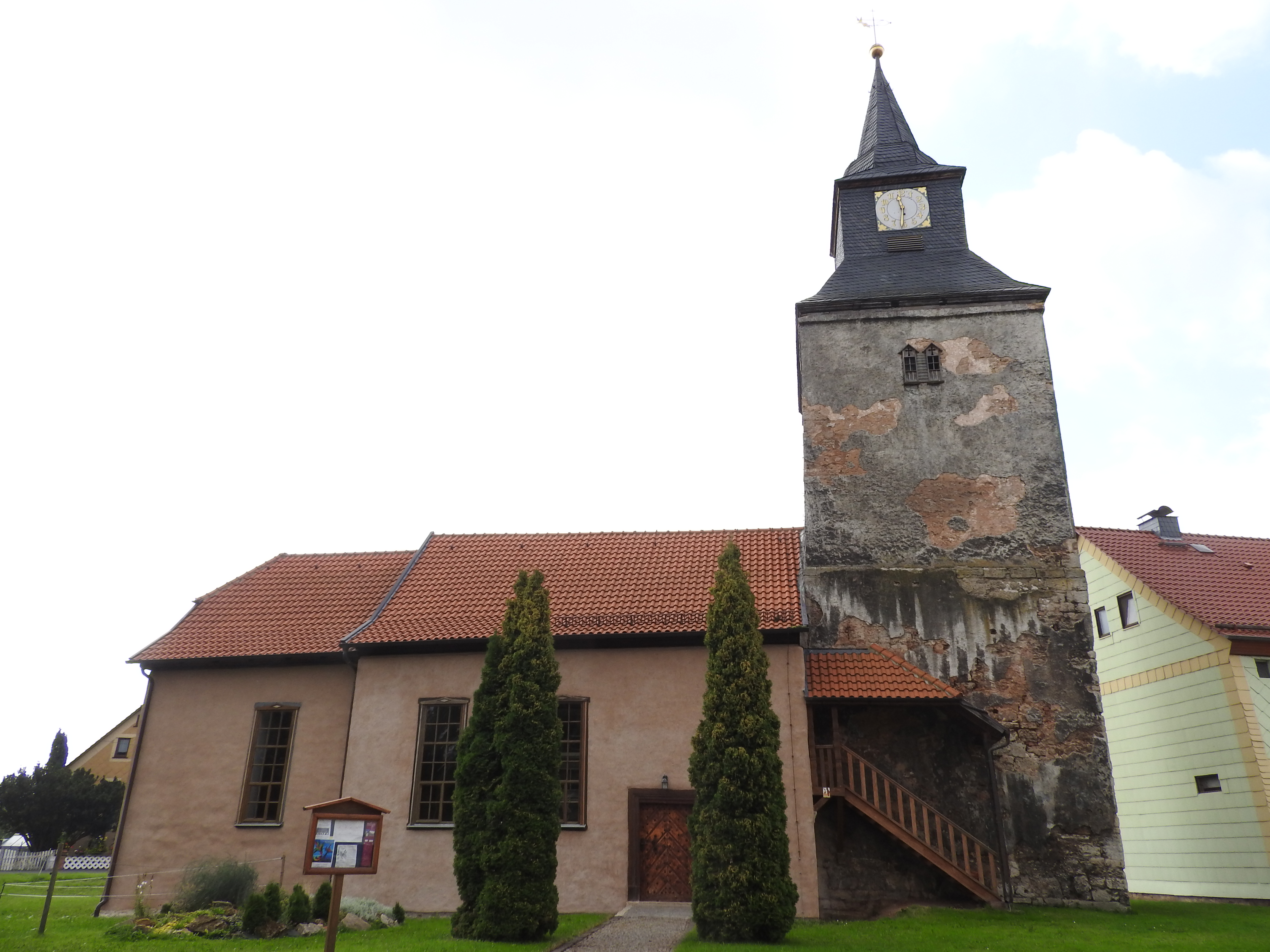
Kirche in Kleinbodungen

Kleinbodungen ist ein Ortsteil der Stadt und Landgemeinde Bleicherode im thüringischen Landkreis Nordhausen.

## Geografie
Kleinbodungen liegt im Tal der Bode, an der westlichen Grenze des Landkreises Nordhausen, etwa sechs Kilometer von der Stadt Bleicherode entfernt. Westlich des vormaligen Gemeindegebietes steigt das Gelände allmählich zum Ohmgebirge an, im Süden überragen die Höhen der Bleicheröder Berge das Tal und im Norden bildet die Hardt mit dem 360 m hohen Bauerberg eine natürliche Barriere. Westlich und südlich der Gemeinde befinden sich noch Reste eines früher zusammenhängenden Mischwaldes.

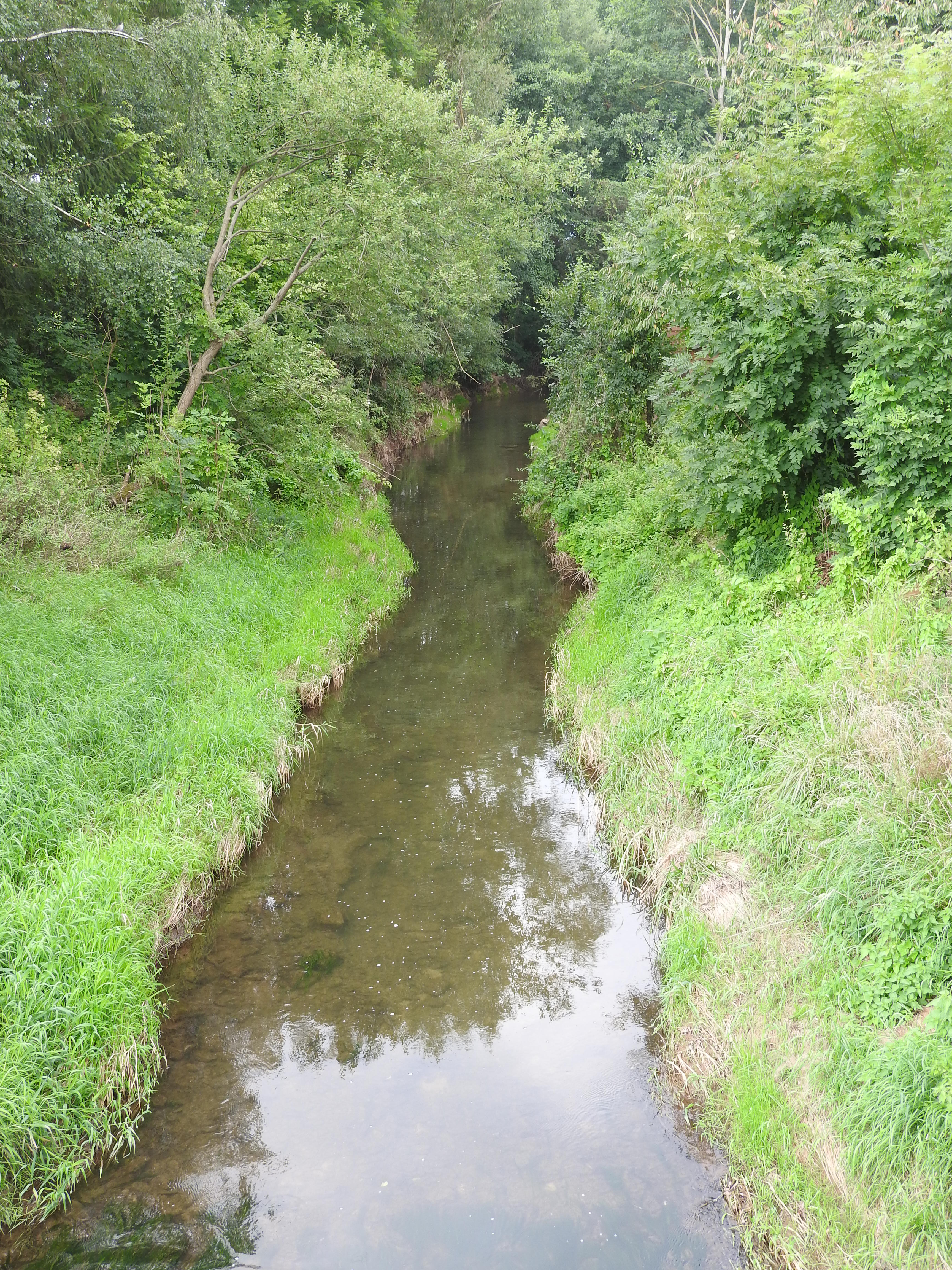
Die Bode im Ort

Kleinbodungen grenzte an folgende Gemeinden (im Uhrzeigersinn, von Norden beginnend): Lipprechterode, Kraja und Großbodungen im Landkreis Eichsfeld.

## Geschichte
Das zur Herrschaft Lohra gehörige Dorf Kleinbodungen innerhalb der Grafschaft Hohenstein wurde 1370 erstmals in einer Urkunde erwähnt. Der Ortsname entwickelte sich von anfangs Wenigen Badungen über Bodungen minor (1506) zu Kleinen Bodungen (1593).
Für 1573 sind in Kleinbodungen 45 Familien belegt, über die Zeit danach bis weit nach dem Dreißigjährigen Krieg gibt es keine weiteren Überlieferungen. Nördlich des Ortes, im so genannten Mordstal, soll es viele Tote bei Gefechten zwischen schwedischen Reitern und kaiserlichen Truppen gegeben haben. Nach den Kriegswirren und Epidemien, die ganze Landstriche wüst werden ließen, tauchen erst ab 1742 wieder Nachrichten über das Dorf auf. Aufzeichnungen des Ortspfarrers belegen, dass es in jenem Jahr wieder 54 Häuser inklusive Schulgebäude gab.
Die Kleinbodunger Kirche entstand um 1400. Der alte, über Jahrhunderte das Dorfleben bestimmende Gutshof bestand bis 1945. Der Gynäkologe Alwin Mackenrodt (1859–1925) war dort zur Welt gekommen. Nach dem Krieg diente er als Wohngebäude, Kindergarten, Schule und Gemeindeverwaltung.
Zur Haupteinnahmequelle Landwirtschaft, die nur geringe Erträge abwarf, kam zu Beginn des 19. Jahrhunderts die Leineweberei hinzu. Eine merkliche Wandlung im Dorf trat mit der Abteufung der beiden ersten Kalischächte (Althausschächte) in den Jahren von 1909 bis 1913 ein. Sie befanden sich unmittelbar südlich des Dorfes auf der gegenüberliegenden Seite der Bode, sodass eine Brücke gebaut werden musste (heute am südlichen Ortsausgang Richtung Kraja). 1932 wurde der Kalibergbau wegen der Weltwirtschaftskrise eingestellt. Ab 1936 wurden die stillgelegten Schächte als Heeres-Nebenmunitionsanstalt genutzt. Nach dem Zweiten Weltkrieg wurde die Kaliförderung erneut aufgenommen, 1953 waren die Gruben Kleinbodungens und Bleicherodes verbunden.
Durch den Druck der großen internationalen Konkurrenz und mit der allmählichen Erschöpfung der Hartsalzvorkommen, wurde der Kaliabbau Untertage Anfang der 1990er Jahre eingestellt.

### Geschichtszeugen
Zwei dreistöckige ehemalige Lagerhallen des Kaliwerkes erinnern an die dort untergebrachten 620 Häftlinge des KZ-Außenlagers Kleinbodungen des KZ Mittelbau, die in einem Raketenreparaturwerk für die Boden-Boden-Rakete A4 (besser bekannt als V2) Zwangsarbeit leisten mussten. Die Hallen werden heute als Getreidelager genutzt.
Am 1. Januar 2019 schlossen sich die Gemeinden Kleinbodungen, Friedrichsthal, Etzelsrode, Kraja, Hainrode, Nohra, Wipperdorf und Wolkramshausen sowie die Stadt Bleicherode zur neuen Stadt und Landgemeinde Bleicherode zusammen. Bereits zuvor war Bleicherode Erfüllende Gemeinde für die Gemeinde Kleinbodungen.

## Ortsteilbürgermeister
Ortsteilbürgermeister ist Andreas Felix vom „Freundeskreis der CDU“, der bei der Kommunalwahl 2024 mit 92,1 Prozent der Stimmen gewählt wurde.

## Kultur
- Der Reit- und Fahrverein Kleinbodungen e. V. wurde aus einer 1950 gegründeten Sportgemeinschaft 1990 neu gegründet und hat etwa 30 Mitglieder.

## Wirtschaft und Infrastruktur
Nach Abwanderung des Kaliwerks existieren in Kleinbodungen nur noch einige landwirtschaftliche Betriebe sowie vereinzelte Handwerker und Dienstleister.

### Verkehrsanbindung
Kleinbodungen ist durch Landesstraßen mit den umliegenden Gemeinden verbunden. Die mit der Bundesstraße 80 parallel verlaufende A 38 (Kassel-Leipzig) ist etwa 10 Kilometer von Kleinbodungen entfernt (Anschlussstelle Bleicherode). Der nächste Bahnhof in Bleicherode liegt an der Bahnstrecke Halle–Hann. Münden. Hier halten Regional-Expresse und Regionalbahnen der Deutschen Bahn AG. Kleinbodungen liegt an der ehemaligen Bahnstrecke Bleicherode–Herzberg. Der Personenverkehr, der ab 1972 noch auf der Reststrecke Bleicherode – Kleinbodungen – Bischofferode (Eichsfeld) aufrechterhalten wurde, endete mit Stilllegung der Strecke im Jahr 2001.

### Bahnhof Kleinbodungen
Am 30. September 1908 wurde die Teilstrecke von Bleicherode Ost nach Großbodungen mit dem Bahnhof Kleinbodungen eröffnet. Er lag am südlichen Ortsrand von Kleinbodungen an Streckenkilometer 6,88 auf einer Höhe von etwa 250 m. Kurz darauf wurden auch die beiden Schächte des unmittelbar benachbarten Kaliwerkes abgeteuft und ein privater Bahnanschluss des Kaliwerkes am Bahnhof realisiert. 
Zum Gebäudebestand des Bahnhofes gehörten das Empfangsgebäude mit einem Güterschuppen und ein Abort mit angrenzendem Stall. Für einen so kleinen Bahnhof gab es ursprünglich zwei Stellwerke, Kl im Empfangsgebäude und Ko am östlichen Bahnhofsende. Am Bahnhof gab es 1944 vier Gleise, zwei davon mit Bahnsteig und ein Ladegleis mit Gleisverlängerung zu einer Verladerampe. 
Möglicherweise war Gleis 4 auch das Übergabegleis des Werkbahnanschlusses. Das Bahnnetz des Kaliwerkes bestand aus mindesten vier Gleisen und entsprechenden Stumpfgleisen. Für den Bahnbetrieb stand eine einständige Lokhalle zur Verfügung. Mit der Nutzung des ehemaligen Kaliwerkes als Munitionsanstalt und Reparaturwerk des KZ Mittelbau-Dora wurden vermutlich weitere Gleise zwischen den beiden Bahnhofsteilen angelegt.
Im Jahr 1985 wunde der Bahnhof Kleinbodungen dem Bahnhof Bleicherode Ost unterstellt und zum Haltepunkt heruntergestuft und betrieblich in eine Anschlussstelle umgewandelt.  Im Juni 2001 fuhr der letzte Zug zwischen Großbodungen und Bleicherode Ost, der östliche Teil der Bahnstrecke wurde komplett eingestellt und der Bahnhof Kleinbodungen geschlossen. Das Bahngelände und das Empfangsgebäude wurden privatisiert und als Westernbahnhof weiter genutzt.